# Scranton Lace Company
Scranton Lace Company (также известная как Scranton Lace Curtain Company и Scranton Lace Curtain Manufacturing Company) ― бывшая компания-производитель кружевных изделий в городе Скрантон, штат Пенсильвания. 

## История
Компания Scranton Lace Curtain Manufacturing Company была основана торговой палатой Скрантона в 1890 году. В 1916 году была переименована в Scranton Lace Company, когда компания слилась с одним из своих дочерних предприятий. В 1958 году компания сменила название на The Scranton Lace Corporation, однако вскоре после этого вернулась к использованию старого именования The Scranton Lace Company. В 1916―2002 годах предприятие было крупнейшим производителем изделий из ноттингемского кружева в США.
Компания также была мировым лидером в своей отрасли. Она также занималась производством скатертей, салфеток, свагов и занавесок для душа. В 1940-х годах компания объединилась с дочерними предприятиями, такими как Victory Parachutes, Inc. и Sweeney Bros. и непосредственно приступила к изготовлению парашютов и маскировочных сеток. Производственное объединение процветало и в 1950-х годах, однако рискованные инвестиции в Hal Roach Studios и телевизионную индустрию подорвали финансовые возможности компании, что в конечном итоге и привело к её закрытию в 2002 году. Фабрика была одним из крупнейших работодателей во всём штате, а сотрудников руководству пришлось уволить внезапно, прямо посреди рабочей смены.
На территории промышленного объекта располагался театр, площадка для боулинга, спортзал, лазарет, башня с часами и чугунным колоколом от Менели (известная городская достопримечательность), а также другие строения.
31 января 2011 года Городской совет Скрантона подписал соглашение с Lace Building Affiliates о реконструкции промышленной фабрики. Однако в том же году её реализация была приостановлена, поскольку территория завода оказалась расположена в зоне затопления реки Лакаванна. В 2016 году была построена дамба и работы над благоустройством территории продолжились.
30 декабря 2011 года заброшенное здание компании было показано в пилотном эпизоде сериала National Georaphic «Заброшенные».
Заводской комплекс был включен в Национальный реестр исторических мест США в 2012 году.